# André Fontes
André Filipe Pereira Fontes (nascut el 27 de maig de 1985 a Tábua, districte de Coimbra) és un futbolista professional portuguès que juga com a migcampista al FC Oliveira do Hospital.